# نائبة (شرع)
النائبة شرعا هو ما يضرب السلطان على الرعية لمصلحتهم، كأجر حفظ الطريق ونصب الدرب وأبواب السكك وكري الأنهار وإصلاح الربض.